# Mercedes Valenzuela
Mercedes Gabriela Valenzuela (Esquina, 24 de septiembre de 1974) es una docente y política argentina. Es Senadora Nacional desde 2021 por el partido Unión Cívica Radical.

## Biografía
Se graduó de Profesora para la Enseñanza Primaria en el Instituto de Formación Docente J. A. Ferreyra. Comenzó su militancia en la Unión Cívica Radical desde los 15 años, ocupando varios puestos locales y provinciales en el partido. Se desempeñó entre 2002 y 2005 como Coordinadora regional del Programa Federal de Salud, y entre 2014 y 2021 como Coordinadora de zona del Ministerio de Educación de la Provincia de Corrientes. A nivel legislativo, fue elegida concejal de Esquina en el periodo 2005-2009 y senadora de la Provincia de Corrientes en el período 2009-2013.
En diciembre de 2021 asume como Senadora Nacional por Corrientes del bloque de la Unión Cívica Radical. Como senadora, votó a favor del DNU 70/23, de la Ley de Bases, del DNU que aumentaba los "gastos reservados" en 100.000.000.000 pesos, y de las candidaturas a la Corte Suprema de Ariel Lijo y Manuel García-Mansilla, quienes ya habían sido nombrados por decreto por Javier Milei. Ambas serían rechazadas por el Senado.

## Vida personal
Valenzuela tiene dos hijos.